# ياكوفليف إير-7
ياكوفليف إير-7 (بالإنجليزية: Yakovlev AIR-7)‏ هي طائرة رياضية من صناعة ياكوفليف.